# Henryk Velthusen
Henryk Velthusen (pełne imię: Johann Heinrich Christian)

## Życiorys
Urodził się w Hanowerze jako syn Jana Piotra Velthusen i Anny Marii Cathariny Asimont. Ożeniony z Marią Teresą Richter. Mieli trójkę dzieci, synem Karl Leonhard Velthusen. W 1824 roku małżeństwo zakończyło się rozwodem. W latach 1830–1834 odbył na zlecenie Banku Polskiego podróż do Indii i Chin. Po powrocie mieszkał w Niemczech.
Zmarł w Dreźnie.

## Działalność
Posiadał w Warszawie handel kolonialny i korzenny. Sklep znajdował się najpierw do 1823 przy ul. Danielewiczowskiej, potem do 1825 w Marywilu w końcu przy Wierzbowej. W 1820 jeden z założycieli oraz pierwszy prezes Resursy Kupieckiej. Wspólnik Jana Henryka Geysmera w fabryce dywanów (od 1826). Od 1828 radca handlowy Banku Polskiego.